# Vuelta Ciclista al Centro de la Nueva Argentina de 1952
La 1.ª edición de la  Vuelta Ciclista al Centro de la Nueva Argentina se celebró entre el 25 de noviembre y el 13 de diciembre de 1952, con inicio y final en el velódromo municipal de la ciudad de Buenos Aires. El recorrido constó de un total de 14 etapas cubriendo una distancia total de 2802 km recorriendo 5 provincias del centro de Argentina, la etapa más larga fue la decimotercera que unió Rosario (Santa Fe) con Chacabuco (Buenos Aires) con una distancia total de 283 kilómetros.
La competencia la iniciaron 15 equipos con 75 corredores (6 equipos locales y 9 extranjeros).

## Equipos participantes
Participaron 15 equipos con 5 ciclistas cada uno.
| Equipo               | Equipo                  | Equipo                |
| Gran Buenos Aires    | Capital Federal         | Argentina Este        |
| Argentina Norte      | Argentina Sur           | Argentina Oste        |
| Selección de Italia  | Selección Internacional | Selección de España   |
| Selección de Bélgica | Selección de Francia    | Selección de Colombia |
| Selección de Brasil  | Selección de Chile      | Selección de Uruguay  |

## Etapas
| Etapa | Fecha           | Recorrido                 | km        | Ganador                       | Líder                         |
| 1.ª   | 25 de noviembre | Buenos Aires-Pergamino    | 227       | Rik Van Steenbergen (Bélgica) | Rik Van Steenbergen (Bélgica) |
| 2.ª   | 26 de noviembre | Pergamino-Venado Tuerto   | 148       | Adolfo Grosso (Italia)        | Rik Van Steenbergen (Bélgica) |
| 3.ª   | 27 de noviembre | Venado Tuerto-Río Cuarto  | 241       | Constant Ockers (Bélgica)     | Rik Van Steenbergen (Bélgica) |
| 4.ª   | 29 de noviembre | Río Cuarto-Villa Mercedes | 126 (CRE) | Selección de Italia           | Rik Van Steenbergen (Bélgica) |
| 5.ª   | 30 de noviembre | Villa Mercedes-La Paz     | 218       | Henk Faanhof (Holanda)        | Rik Van Steenbergen (Bélgica) |
| 6.ª   | 1 de diciembre  | La Paz-Mendoza            | 141       | Saúl Crispin (Argentina)      | Rik Van Steenbergen (Bélgica) |
| 7.ª   | 3 de diciembre  | Mendoza-San Luis          | 260       | Charles Coste (Francia)       | Rik Van Steenbergen (Bélgica) |
| 8.ª   | 5 de diciembre  | San Luis-Villa Dolores    | 240       | Rik Van Steenbergen (Bélgica) | Rik Van Steenbergen (Bélgica) |
| 9.ª   | 7 de diciembre  | Villa Dolores-Córdoba     | 190       | Charles Coste (Francia)       | Rik Van Steenbergen (Bélgica) |
| 10.ª  | 9 de diciembre  | Córdoba-San Francisco     | 210       | Henk Faanhof (Holanda)        | Rik Van Steenbergen (Bélgica) |
| 11.ª  | 10 de diciembre | San Francisco-Santa Fe    | 138       | Rik Van Steenbergen (Bélgica) | Rik Van Steenbergen (Bélgica) |
| 12.ª  | 11 de diciembre | Santa Fe-Rosario          | 164       | Rik Van Steenbergen (Bélgica) | Rik Van Steenbergen (Bélgica) |
| 13.ª  | 12 de diciembre | Rosario-Chacabuco         | 283       | Rik Van Steenbergen (Bélgica) | Rik Van Steenbergen (Bélgica) |
| 14.ª  | 13 de diciembre | Chacabuco-Buenos Aires    | 216       | Nedo Logli (Italia)           | Rik Van Steenbergen (Bélgica) |

## Clasificaciones finales

### Clasificación individual
| Pos.        | Ciclista            | Equipo            | Tiempo          |
| ----------- | ------------------- | ----------------- | --------------- |
| Malla lider | Rik Van Steenbergen | Bélgica           | 77 h 37 min 6 s |
| 2.º         | Constant Ockers     | Bélgica           | a 2 m 0 s       |
| 3.º         | Miguel Sevillano    | Capital Federal   | a 40 m 16 s     |
| 4.º         | Charles Coste       | Francia           | a 42 m 32 s     |
| 5.º         | Humberto Varisco    | Gran Buenos Aires | a 46 m 39 s     |
| 6.º         | Saúl Crispin        | Gran Buenos Aires | a 49 m 24 s     |
| 7.º         | Leandro Cavagliatto | Argentina Este    | a 55 m 08 s     |
| 8.º         | Dante Benvenutti    | Capital Federal   | a 56 m 42 s     |
| 9.º         | Jorge Vallmitjana   | Capital Federal   | a 1 h 3 m 11 s  |
| 10.º        | Lucien Teisseire    | Francia           | a 1 h 12 m 44 s |